# Dishonored
Dishonored ([dɪsˈɒnəd]; с англ. — «Обесчещенный»; от dishonor — бесчестие) — компьютерная игра в жанре стелс-экшен от первого лица с элементами RPG, разработанная французской компанией Arkane Studios и изданная Bethesda Softworks. Игра была выпущена для игровых приставок PlayStation 3 и Xbox 360, а также для PC-совместимых компьютеров на базе Microsoft Windows в 2012 году. 25 августа 2015 года вышла The Definitive Edition, переработанная версия игры для игровых приставок PlayStation 4 и Xbox One. Осенью 2016 года была выпущена игра-продолжение — Dishonored 2.
Действие игры происходит в охваченном эпидемией чумы вымышленном городе Дануолл (англ. Dunwall, от dun — тусклый, мрачный и wall — стена), прообразом которого послужил Лондон времён Викторианской эпохи. Главный герой игры, лорд-защитник Корво Аттано, после обвинения в убийстве императрицы и побега из тюрьмы стремится отомстить всем своим врагам. Управляемый игроком Корво действует в качестве наёмного убийцы, задачей которого в каждой отдельной миссии является поиск и убийство или бескровное устранение определённого персонажа. Кроме внушительного арсенала разнообразного оружия, персонаж также обладает сверхъестественными способностями. Ключевой особенностью игры является нелинейность: каждую миссию можно выполнить множеством путей, как вступая в бой с различными противниками, так и действуя скрытно и избегая обнаружения.
Главными дизайнерами игры Dishonored выступили Рафаэль Колантонио, который к тому же является основателем Arkane Studios, и Харви Смит, ранее работавший над Deus Ex и Thief: Deadly Shadows. Для участия в проекте также был приглашён Виктор Антонов, разрабатывавший в своё время Half-Life 2, Dark Messiah of Might and Magic. В озвучивании игры приняли участие известные голливудские актёры.
Игра получила в целом положительные отзывы критиков, которые достаточно высоко оценили дизайн и предоставленную свободу действий. Однако сюжет был подвержен критике за предсказуемость и банальность, а финал назван слишком резким, не дающим возможность дальнейшего изучения Дануолла. Игра также получила множество наград. В 2012 году на Spike Video Game Dishonored была признана лучшей приключенческой игрой, а в 2013 году BAFTA присвоила ей звание лучшей игры года. Кроме того, Dishonored была неоднократно признана «лучшим экшеном». Главные дизайнеры номинированы обществом Visual Effects Society на премию VES Awards за «выдающиеся достижения в области визуальных эффектов в компьютерной игре».

## Игровой процесс

Интерфейс игры. Изображение наклонено, так как игровой персонаж незаметно выглядывает из-за угла, и идущий по коридору охранник его не видит. Маркеры в правой части экрана указывают на цели миссии.

Dishonored представляет собой приключенческий экшен с видом от первого лица, акцент в котором сделан на скрытном прохождении игры. В игровом мире расположены различные локации, где игрок, используя различные приспособления и умения главного героя, может разными способами выполнить задачу, поставленную в начале миссии. В промежутке между основными миссиями игрок возвращается на центральную локацию под названием «Паб „Пёсья яма“», где он может пообщаться с некоторыми персонажами и узнать детали предстоящей миссии, альтернативные пути прохождения, дополнительные задачи, а также купить снаряжение и модернизировать арсенал. Например, предоставляется возможность расширить технические возможности маски или улучшить качественные характеристики оружия. В игре встречаются следующие локации: погрузочные доки, жилые районы, королевское поместье, бордель и другие. Игрок может сохранить данные о прохождении в любой момент, кроме боя. Также в игре предусмотрена функция автосохранения во время перехода между локациями и в ключевые моменты. В игре присутствует четыре уровня сложности: низкий, средний, высокий и высочайший. От выбранного уровня сложности зависит эффективность зелья, восстанавливающего очки здоровья или «духа», наблюдательность врагов и урон, который они наносят игроку или наоборот. На лёгком уровне сложности здоровье восстанавливается автоматически.
В Dishonored присутствуют элементы RPG. Например, возможность «прокачки» умений или осуществление выбора, от которого зависит дальнейшее развитие игры. Уровни построены таким образом, что игру возможно пройти без убийств. Креативный дизайнер игры Харви Смит привёл пример устранения цели без убийства, когда игрок, выполнив побочное задание, заключает сделку, по которой цель похищают и отправляют в рабство. По ходу прохождения игроку предоставляется возможность использовать свои сверхъестественные умения в различных ситуациях для достижения главных и побочных целей.
Действия игрока не оцениваются как «хорошие» или «плохие», однако они влияют на «уровень хаоса», характеризующий совокупность действий игрока после миссии. Это изменяет положение дел в игровом мире, но не вынуждает игрока выбрать какой-то конкретный стиль прохождения игры. Но, например, персонаж, который не одобряет насильственные действия, может в ключевой момент отказать в помощи или, возможно, предать. Игровой мир реагирует на изменение хаоса другой постановкой диалога, различными динамическими событиями: увеличением количества крыс и заражённых граждан. Таким образом, это может повлиять на текущую миссию или на дальнейшие события игры. Также от уровня хаоса зависит судьба персонажей, которые не соприкасаются с главным героем непосредственно, однако от действий главного героя зависит, будут они жить или нет. Применив насилие, игрок может выполнить миссию гораздо быстрее, нежели попытаться скрытно достигнуть определённой цели, однако насилие требует больше затрат в плане боеприпасов, здоровья и «духа» главного героя.
Механика стелс-составляющей игры основана на ограниченной видимости персонажа. Избегая хорошо освещённых участков, оставаясь вне поля зрения врага, используя окружающие объекты и здания как укрытие, игрок снижает шанс быть обнаруженным стражей. Игрок может выглядывать из-за угла, чтобы увидеть определённую область или подслушать разговор. Также игрок может посмотреть в замочную скважину, чтобы узнать, что происходит в закрытом помещении, оставшись при этом незамеченным. Бесшумно подкрадываясь к врагу сзади, игрок может нейтрализовать или убить врага и переместить тело.
Можно выделить несколько уровней тревоги стражников: нормальное состояние, настороженное и полное осведомление о присутствии игрока, когда стражник активно старается найти главного героя. Искусственный интеллект противника реагирует на звуки, издаваемые вокруг. Зная об этом, игрок может выманить стражника со своего поста. Даже если игрок спрячется от стражников, они всё равно останутся настороженными до конца миссии, а информация о его присутствии распространится среди других стражников.

### Боевая система
Главный герой имеет шесть активных и четыре пассивных способности, которые он открывает и улучшает в обмен на руны, собранные в различных местах на всех игровых локациях. Также в игре присутствуют костяные амулеты, которые улучшают физические или магические способности игрока, например, увеличивают время действия умения или улучшают навык владения мечом. Изначально игрок может носить только три костяных амулета, однако, впоследствии это количество возрастает, когда он улучшает своё снаряжение. Харви Смит и игровой дизайнер Рафаэль Калантонио заявили, что за одно прохождение невозможно открыть все умения. Игрок использует умения за счёт «духа», который восстанавливается через определённое время. Некоторые умения требуют малое количество «духа», а другие забирают половину или три четверти шкалы, таким образом, игрок не сможет использовать такие умения как «вселение» и «изгиб времени» одновременно. Магические умения и оружие дальнего действия (гранаты, арбалет, пистолет) игрок использует левой рукой, в то время как меч можно держать только в правой руке.
Умение «Тёмное зрение» (англ. Dark Vision) позволяет игроку видеть других персонажей через стены, подсвечивает их поле зрения и игровые предметы. «Перенос» (англ. Blink) переносит игрока на некоторое расстояние за короткое время, «Вселение» (англ. Possession) позволяет игроку временно вселиться в других персонажей и животных, умение «Жадная стая» (англ. Devouring Swarm) призывает стаю крыс, нападающих и съедающих заживо врага, «Изгиб времени» (англ. Bend Time) замедляет время, а при усовершенствовании останавливает его полностью, «Порыв ветра» (англ. Wind Blast) вызывает стремительный поток воздуха, сбивающий врага с ног и отбрасывающий его назад. Пассивное умение «Смертельная тень» (англ. Shadow Kill) обращает в прах труп врага, которого убил игрок, что скрывает следы убийства.

## Синопсис

Карта мира Dishonored. Слева на иллюстрации — остров-государство Гристоль, справа — континент Пандиссия.

### Сеттинг
Цивилизация мира Dishonored сосредоточена на группе островов вдалеке от единственного известного континента Пандуссии. Действие игры происходит в столице крупнейшего острова-государства Гристоль. Дануолл (англ. Dunwall) — индустриально развитый город, являющийся торговым центром острова, прообразами которого являются Лондон и Эдинбург с архитектурой XIX века. Главной причиной индустриального развития города является стремительное развитие добычи ворвани — горючего, добываемого из жира китообразных существ левиафанов. Однако в городе вспыхивает эпидемия чумы, распространителями которой являются крысы. Инфицированные чумой теряют рассудок и медленно умирают. После убийства императрицы в городе воцарился хаос, начавшийся в результате диктаторского правления Хайрема Берроуза — нового лорда-регента, правящего при Эмили Колдуин — дочери и наследницы убитой императрицы.

### Персонажи
Главным героем игры, которым управляет игрок, является Корво Аттано — бывший лорд-защитник (телохранитель) императрицы Джессамины Колдуин (Эйприл Стюарт). Корво обвиняется в убийстве императрицы и похищении её дочери Эмили Колдуин (Хлоя Морец), что на самом деле сделал наёмный убийца Дауд (Майкл Мэдсен). Всю игру главный герой не произносит ни слова, что даёт игроку возможность лучше ассоциировать себя с главным героем, отвечая и реагируя на происходящее собственными мыслями и действиями. Остальными ключевыми персонажами истории, выступающими на стороне главного героя, являются: адмирал Фарли Хэвлок (Джон Слэттери) — лидер лоялистов, которые способствовали побегу Корво из заключения; Пьеро Джоплин (Брэд Дуриф) — изобретатель, создавший для Корво маску и клинок, и снабжающий его боеприпасами; Каллиста Карноу (Лина Хиди) — гувернантка Эмили Колдуин; Тревор Пендлтон (Дерек Филлипс) — сторонник лоялистов, заседающий в палате лордов; Тиг Мартин (Джоэл Джонстон) — бывший смотритель, сторонник лоялистов; Самуэль Бичворт (Райан Катрано) — лодочник, сторонник лоялистов; Лидия Бруклин (Сьюзан Кэш) — служанка паба «Песья Яма», сторонница лоялистов; Уоллес Хиггинс — личный слуга Тревора Пендлтона, сторонник лоялистов; Сесилия (Кэтрин Павлак) — служанка паба для чёрной работы, сторонница лоялистов. В игре встречаются неоднозначные персонажи: Слекджов (Эл Родриго) — криминальный босс банды Боттл-Стрит; Старая Ветошь или Вера Морэй (Сьюзан Сарандон) — бывшая пожилая аристократка, поклоняющаяся Чужому; Мадам Пруденция (Джоди Карлайл) — владелица дома наслаждений «Золотая Кошка», и Грифф — нелегальный торговец припасами. Кэрри Фишер и Грегг Бергер озвучили аудио-обращения, передающиеся громкоговорителями по всему городу.
Так называемый «Чужой» (Билли Лаш) является потусторонним существом, описываемым в игре как нечто среднее между ангелом и демоном. Чужой оставляет на Корво метку и даёт ему часть своих способностей, а также вручает механизированное сердце (озвученное Эйприл Стюарт), указывающее местоположение рун и выдающее секреты людей и мест. Харви Смит описал характер Чужого как аморальную личность, дарующую сверхъестественные способности и оставляющую их использование на усмотрение одарённого.
Целями Корво являются зачинщики переворота и лица, способствовавшие его исполнению: лорд-регент Хайрем Берроуз (Кристоффер Табори), его любовница Леди Бойл (Анна Грейвс), активно финансирующая его, Морган и Кастис Пендлтоны (Зак Хэнкс) — члены парламента, выступающие за нового лорда-регента, верховный смотритель Таддеус Кэмпбелл (Дэниал Хаген) — лидер религиозного аббатства, и Антон Соколов (Роджер Джексон) — гений-изобретатель, передавший лорду-регенту множество своих изобретений. Ведьма Далила Копперспун (Эрин Коттрелл), выступающая в роли главного антагониста дополнения The Brigmore Witches, замышляет занять место Эмили на престоле империи.

### Сюжет
После возвращения из морского путешествия, целью которого являлся поиск помощи в борьбе с чумой, Корво Аттано направляется в башню Дануолла, где встречается с императрицей Джессаминой Колдуин. После передачи сообщения, они подвергаются нападению убийц во главе с Даудом, которые, нейтрализовав Корво, убивают императрицу и похищают её дочь. Перед смертью Джессамина просит Корво позаботиться о её дочери Эмили. Хайрем Берроуз и другие заговорщики обвиняют в убийстве самого Корво и бросают в темницу. Полгода спустя Корво собираются казнить, но он обнаруживает в своей камере письмо, ключ и меч — «лоялисты», недовольные правлением Берроуза, хотят освободить лорда-защитника и с его помощью возвести на трон Эмили. Корво совершает побег и встречает в назначенном месте лодочника Самуэля, который отвозит его в паб «Песья яма» (англ. Hound Pits), тайное укрытие лоялистов.
Ночью во сне к Корво обращается Чужой, который затягивает Корво в Бездну и дарует ему метку на левой руке — она позволяет Корво использовать магию. В дальнейшем Корво по заказам лоялистов отправляется на миссии — он должен убить или нелетально устранить Берроуза и других участников переворота. Во время этого задания, после устранения верховного смотрителя Кэмпбелла, Корво находит информацию, наводящую их на след Эмили, удерживаемую в борделе «Золотая кошка» близнецами Морган и Кастис Пендлтон. Корво забирает Эмили и устраняет братьев. После возвращения в паб Каллиста берётся за воспитание Эмили, так как девочке суждено стать императрицей, а главный герой вновь отправляется в город, чтобы похитить учёного Антона Соколова, снабжающего лорда-регента Хайрема Берроуза изобретениями, и получить от него информацию о главных заговорщиках. Соколов оказывается в пабе на допросе, в ходе которого так или иначе раскалывается и раскрывает личность Леди Бойл, финансирующей лорда-регента. Также Корво узнаёт о скором бале в поместье Бойлов, Корво пробирается в поместье и избавляется от Леди Бойл.
После очередного возвращения в паб, адмирал Хэвлок подтверждает, что они проделали достаточную работу, чтобы нанести удар по самому лорду-регенту. Пробравшись в башню Дануолла, Корво избавляется от Хайрема Берроуза, а также узнаёт, что тот намеренно завёз в город чумных крыс с целью уничтожения низших классов, но ситуация быстро вышла из-под его контроля. Корво возвращается в «Песью яму», где вместе с лоялистами празднует победу. Но Корво, после выпитого напитка, становится дурно, и он отправляется к своей кровати, около которой теряет сознание. Очнувшись, он видит вокруг себя Хэвлока, Мартина и Тревора Пендлтона, которые решают убить Корво, чтобы без проблем управлять государством из-за спины новой императрицы-марионетки. Они приказывают Самуэлю избавиться от него. Тот приводит Корво в чувство и говорит, что его заставили подмешать ему яд, но он добавил лишь половину дозы, надеясь, что это не убьёт Корво. Самуэль сажает его в лодку и отправляет вниз по течению, где его находят убийцы Дауда, которые, решив получить награду за голову Корво, берут его в плен. Оказавшись вновь в заключении, главный герой сбегает и отправляется на поиски уже нового лорда-регента — адмирала Хэвлока.
Забрав своё снаряжение и разобравшись с Даудом, Корво отправляется через канализацию в «Песью яму», чтобы найти зацепки о местоположении Эмили и Хэвлока. Дойдя до места, он обнаруживает Пьеро, Соколова и Каллисту (при высоком уровне хаоса, последняя будет мертва), устраняет охрану вокруг паба с помощью совместного изобретения учёных и узнаёт местоположение Эмили и Хэвлока. Корво даёт сигнал Самуэлю, и тот подплывает к берегу. Главный герой проникает на серьёзно охраняемый маяк, где обнаруживает Хэвлока,  который при низком уровне хаоса отравил остальных лоялистов и ждал прибытия Корво. Корво убирает Хэвлока со своего пути и спасает Эмили — дочь убитой Джессамины Колдуин и будущую императрицу Гристоля. При высоком уровне хаоса Самуэль, если Корво не прикончит его сразу после высадки, предаст его, предупредив выстрелом пистолета о присутствии протагониста, а все лоялисты будут живы, и Корво сам будет убивать их всех. Также при высоком уровне хаоса концовка будет зависеть от того, успеет ли Корво спасти Эмили или девочку погубит Хэвлок.
Концовка игры и последствия зависят от действий игрока: уровня хаоса в мире, распространения чумы, убийств или нейтрализации целей. При низком уровне хаоса в концовке Чужой рассказывает, что Корво умирает естественной смертью спустя многие десятилетия, а императрица Эмили Колдуин Мудрая, после прихода которой отступает чума и наступает «золотой век», хоронит его рядом с Джессаминой, как человека, который был для её матери гораздо больше, чем лорд-защитник. При высоком уровне хаоса, с условием того, что Эмили была спасена, в концовке Чужой указывает, что Эмили Колдуин предстоит править в «век ужаса и распада», но она не забывает Корво, что пролил реки крови ради её спасения. Если Корво не удаётся спасти Эмили, Чужой подметит, что изрядно повеселился: из-за многочисленных убийств и большого распространения чумных крыс и плакальщиков, Дануолл пришёл в полный упадок, а Корво сбежал от всего на корабле.

## Разработка
| Системные требования | Системные требования                     | Системные требования                     |
| -------------------- | ---------------------------------------- | ---------------------------------------- |
|                      | Минимальные                              | Рекомендуемые                            |
| Microsoft Windows    |                                          |                                          |
| ОС                   | Windows XP SP3, Windows Vista, Windows 7 | Windows XP SP3, Windows Vista, Windows 7 |
| ЦПУ                  | двухъядерный процессор от 3 ГГц          | четырёхъядерный процессор от 2,4 ГГц     |
| Объём ОЗУ            | 3 ГБ                                     | 4 ГБ                                     |
| Место на диске       | 9 ГБ свободного дискового пространства   | 9 ГБ свободного дискового пространства   |
| Видеокарта           | 512 МБ видеопамяти ОЗУ                   | 768 МБ видеопамяти ОЗУ                   |
| Звуковая плата       | DirectX 9 совместимая карта              | DirectX 9 совместимая карта              |

### Анонс
О разработке Dishonored впервые было объявлено 7 июля 2011 года. Новая игра позиционировалась как стелс-экшен с видом от первого лица. Планировалось одновременно выпустить игру на платформах Microsoft Windows, PlayStation 3 и Xbox 360. Dishonored — это первая игра от Arkane Studios, изданная Bethesda Softworks, являющейся дочерней компанией ZeniMax Media, которая приобрела Arkane Studios в августе 2010 года. Креативными директорами игры являются основатель Arkane Studios Рафаэль Калантонио и разработчик Deus Ex Харви Смит, место ведущего дизайнера занял Рикардо Баре. К разработке был привлечён Виктор Антонов, работавший ранее над гейм-дизайном «Сити 17» из игры Half-Life 2. Команда состояла из двух отделов, работающих в Лионе во Франции и Остине, штат Техас.

### Геймплей
Команда разработчиков создала геймплей, предполагающий свободу выбора стиля игры для игрока, а также комбинирования предоставленных способностей для прохождения уровня, сделанного максимально адаптированным к использованию любых способностей. Например, в игровых уровнях присутствует большое количество различных обходных путей, которые при использовании способностей «перенос» и «проворство» становятся доступными и изменяют игровой процесс. Балансирующим элементом сверхъестественных способностей является их стоимость в «духе», а также ограниченное время действия, что позволило команде эффективно выровнять все умения.
Изначально стелс-система в Dishonored была основана на механике, схожей с игрой Thief, то есть возможность незаметного передвижения в тени, а также детальной проработкой поля зрения NPC. Будучи доработанной, система стелса теперь предполагает обнаружение игрока и в тени, если к нему подойти близко. Кроме всего прочего, в игре присутствует большое количество фоновых диалогов персонажей, которые можно подслушать, если проходить игру незаметно, что добавляет в игру большую детализацию сюжета. Игра имеет интерфейс, отдельно оптимизированный для консолей и ПК. Также на ПК-версии в настройках игры можно убирать или добавлять любые элементы интерфейса.
Дизайн уровней разработчики начинали с определения и создания определённой области, в которой будет происходить действие. Определялись пути к главной цели, их развитие и расширение. Затем уровни наполнились NPC, которым прописывались конкретные маршруты и действия. Учитывая наличие сверхъестественных способностей у главного героя, на уровнях добавлялись различные предметы и места, предполагающие их использование, а затем уровень дорабатывается до конечного варианта. Изначально уровни имели минимальное количество подсказок на дополнительные пути к достижению цели, но после тестов было решено добавить различные подсказки и намёки, подталкивающих к тем или иным путям. Разработчик игры Джо Хьюстон отмечал, что скрытное прохождение игры позволяет игроку взаимодействовать с большим количеством дополнительных событий и использовать различные варианты прохождения уровня.

### Дизайн

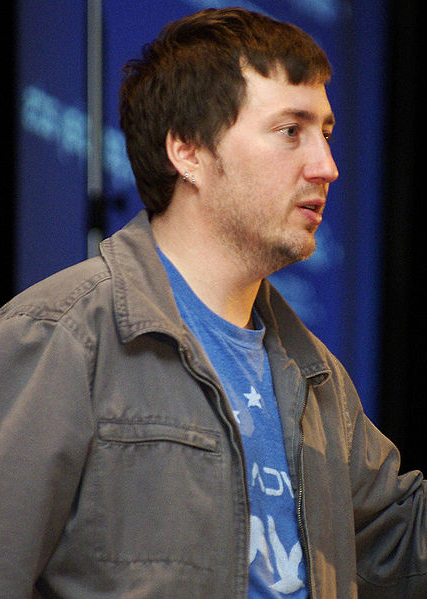
Харви Смит на Montreal International Games Summit (MIGS) в 2007 году

Изначально художественная команда имела некоторые проблемы со сроком выполнения задач, требуя постоянных отсрочек, что было связано с потребностью ручной рисовки и проработки каждой детали игры. Место действия всей игры — город Дануолл, который был срисован с Лондона и Эдинбурга конца XIX — начала XX века. На ранних стадиях развития игры местом действия являлся Лондон 1666 года. В интервью Харви Смит рассказал, почему Лондон был первоначальным вариантом выбора места действия и последующего идейного вдохновения:

Потому что Лондон является городом, в котором в один год была и чума, и крупный пожар, который, правда, покончил с чумой, испепелив трущобы. В такого рода играх вы всегда ищете путь к более напряжённым событиям, а мир хотите сделать более опасным, объяснив, почему на рынке нет толп людей. Ведь людям в голову приходит идея о стаях крыс, которые смогут избавить вас от нужды прятать трупы. Всё это просто работает вместе.
Оригинальный текст (англ.)Because it was the last year of the plague, and the year of the great fire of London, which of course ended the plague by burning the slums down ... In this kind of game you’re always looking for a way to up the tension and frankly make the world a little more perilous, and justify why there aren’t giant crowds of people at the market. Then people had the idea for swarms of rats, and we were talking independently about possession, and we wondered if you should be able to possess rats and if they could clean up corpses so you don’t have to hide them. All these pieces just worked together.

Виктор Антонов описал свои ощущения о Лондоне следующими словами: «огромный мегаполис; хаотичное, интенсивное и грязное место, которое покажется крайне экзотичным американцам или жителям остальной Европы». Он подчеркнул важность знакомства с различными культурами, потому что «вы захотите общаться с большим количеством новых людей, когда захотите создать нечто фантастичное». Также он сказал, что Эдинбург давал ощущение скопления разнообразных архитектурных объектов, которые, в сочетании с футуристическим взглядом, давали нечто несопоставимое с медью, заклёпками и паровыми машинами из стимпанка. Антонов и Себастьян Миттон отправились в Лондон и Эдинбург для научных исследований, съёмки людей, мест и различных других объектов. Они старались избегать шумных и оживлённых улиц, сосредоточившись на боковых улочках и различных аллеях, которые лучше подходят для игры. Миттон заявлял: «Мы пытаемся создать игру с точки зрения крысы. Если у вас есть небольшой город с ограниченным обзором, то каковы те разные уголки, которые мы можем исследовать?». Карта мира игры спроектирована единым целым и была разделена логически на различные локации для каждой миссии. В ранних планах действие Dishonored происходило в средневековой Японии, но идея была отброшена, так как студия не была знакома с японской культурой.
Изначальная идея размещения действия игры в Лондоне была не принята, так как со временем технологии мира Dishonored ушли намного дальше, при том что в самом городе, со слов Антонова, промышленный переворот в Дануолле произошёл не более 70 лет назад. Тем не менее изощрённых технологических решений было мало, а механизмы в основном строились на подвесках, паре и примитивном топливе, к чему были добавлены некоторые современные элементы. Эти технологии имеют свою цель в игре, повествуя о правителе страны, «любящем промышленность и прогресс, который может идти вразрез с желаниями граждан». В игре появляется китовый жир, а в месте с ним умнейший изобретатель — Антон Соколов, «одновременно похожий на Распутина, да Винчи и английского учёного Джона Ди». Учёный строит на основе китового жира различные изобретения, но тираническое правительство использует их в своих целях, используя их против народа. Добыча китового жира в игре представлена элементами визуального оформления кораблей и лодок, что даёт представление о размерах игровой вселенной, где есть океаны, далекие земли и колонии.
Важным аспектом работы над дизайном архитектуры игры Виктор Антонов считает создание одновременно правдоподобных и приятных глазу объектов, для работы над чем, как говорит Антонов, ему пригодилась практика промышленного дизайнера, где ему приходилось создавать привлекательные реалистичные вещи, которых в природе не существует.
Внешний облик персонажей был вдохновлён иллюстрациями из приключений и историй пиратов, таких как «Одиссея капитана Блада» (1922), а также работ Чарльза Гибсона. Для разработки также тщательно проработанных персонажей разработчики обратились к исследованиям британских типажей, чтобы максимально точно передать характер персонажей. Ведущие художники Европы, имея углублённые знания анатомии человека, способствовали созданию корректной морфологии черт англосаксонского типа. Миттон установил определённые группы различных черт для богатых и бедных, аниматоры создали стилизованные движения и характерные черты в поведении для каждого социального класса, чтобы усилить передачу эмоций. Некоторые городские стражники, например, имеют сравнительно маленькие головы, низкие плечи и большие руки, которые в сочетании создают анимацию среднюю между человеческой и обезьяньей, акцентируя внимание на физической силе, а аристократы имеют утончённое, худощавое тело с холодными и резкими чертами лица, что говорит о высоком положении персонажа.

Концепт-арт Толлбоя

Дизайнеры задумывали толлбоев (англ. Tallboy) как городских глашатаев, но позже эту роль заняли громкоговорители, размещённые на столбах по всему Дануоллу. Затем они позиционировались как фонарщики, но в дальнейшем свет стал обеспечиваться техническими средствами. После проведённых работ дизайнеры пришли к выводу, что длинные механические ноги позволят сжигать инфицированных, находясь на расстоянии, что привело к окончательной концепции стражника, вооружённого луком с зажигательными стрелами. Миттон из эстетических соображений предложил добавить на спину толлбоев канистру с фосфором, но после доработки идеи Смит счёл необходимым заменить фосфор на китовый жир, чтобы подчеркнуть роль китов в городе. Дизайнеры использовали концептуальные технологии XVIII века для изображения современных транспортных средств.
«Сердце», дарованное Чужим Корво, является механизированным человеческим органом, направляющим игрока к рунам и костяным амулетам, а также играющее роль в принятии игроком решений о дальнейшем прохождении игры: скрытном или с применением насилия. Оно также раскрывает тайны мест, в которых находится главный герой. «Сердце» обеспечивает контекстную словесную обратную связь с игроком, предлагая ему своё понимание событий и историй конкретных персонажей. Изначально «сердце» позиционировалось как средство нахождения цели с помощью вибрации и звуковых волн, но затем концепция была изменена, и «сердце» начало говорить о чувствах и мыслях людей, на которых смотрит главный герой. Роль этого биомеханизма не ограничивается на простом повествовании, а заключается в дифференцировании различных классов, представленных в игре, укрепляя темы повествования, обеспечивая более внятный диалог между протагонистом и остальными персонажами.

## Релиз

Обложка цифрового издания саундтрека

Dishonored была выпущена на платформах Microsoft Windows, PlayStation 3 и Xbox 360 в Северной Америке 9 октября 2012 года, 11 октября в Австралии, а 12 октября релиз состоялся в Европе, однако во Франции игра уже 9 октября поступила в продажу. Издание Dishonored: Game of the Year Edition, содержащее сюжетные дополнения «The Knife of Dunwall» и «The Brigmore Witches», а также десять карт испытаний «Dunwall City Trials» и четыре комплекта новых предметов и бонусов «Void Walker’s Arsenal», выпущено 22 ноября 2013.

### Маркетинг
Bethesda Softworks разработала спин-офф игры на iOS под названием Dishonored: Rat Assassin, который был выпущен 30 августа 2012 года. Игра предлагает убивать крыс, используя арбалет и нож, избегая при этом падающих бомб. Было выпущено три анимированных видео под названием «Повести Дануолла», выступающих в качестве приквела к игре. Видео повествуют об открытии ворвани, начале распространения крыс, а также создания Пьеро маски Корво. Все три видео были созданы компанией Psyop, а озвучены Хлоей Морец.
Во время презентации игры на выставке Electronic Entertainment Expo (E3) в 2012 году был показан дебютный геймплейный трейлер игры, в котором использовалась песня «The Drunken Whaler». Трейлер был положительно воспринят публикой, а на YouTube видео набрало более одного миллиона трёхсот тысяч просмотров к концу августа 2014 года. Игровое сообщество Machinima присудило победу трейлеру в категории «Лучший трейлер».
Слоган игры — «Месть решает всё» (англ. Revenge solves everything) был использован как адрес веб-сайта, перенаправляющего на официальный сайт, где доступны для просмотра реалистичная 3D-модель маски Корво, а также 3D-модель пружинной мины.

### Загружаемый контент
Dishonored: Dunwall City Trials — первое официальное дополнение к игре, вышедшее 11 декабря 2012 года, включает десять дополнительных карт, созданных для прохождения конкретных испытаний. Дополнение предоставляет игроку следующие виды испытаний: сдерживание волн врагов, которые усиливаются с каждым новым раундом вплоть до бесконечного раунда, прохождение специальных карт по определённому маршруту за отведённое время, испытание на точность стрельбы из пистолета, проведение серий убийств за конкретное время, а также скрытное прохождение локации, целью которого является добыча ценных предметов. 14 мая 2013 года вышло дополнение «Dishonored: Void Walkers Arsenal», включающее бонусы из всех возможных версий предзаказов.
В октябре 2012 года было объявлено о последующем выходе двух дополнений, рассказывающих историю оригинальной игры со стороны убийцы Дауда, которые планировалось выпустить в 2013 году. Первое дополнение Dishonored: The Knife of Dunwall вышло 16 апреля 2013 года на PS3, Xbox 360 и Microsoft Windows. В качестве главного героя предоставляется убийца Дауд, имеющий свои собственные, отличные от способностей Корво, умения. Например, «Взгляд бездны», совмещающий умение «Тёмное зрение» Корво и способности «Сердца», направляющего на руны и амулеты, а умение Дауда «Перенос», кроме переноса вперёд, останавливает время, когда игрок неподвижен. Кроме того, главный герой может призвать убийцу-соратника в любой момент, но главным умением является возможность передачи своих навыков последователям. Также главный герой получает новые приспособления: оглушающие мины, мини-арбалет, прикреплённый к запястью и дымовую гранату. Действие дополнения происходит параллельно событиям главной игры, что позволяет взглянуть на историю с другого ракурса, а также показывает игроку новые локации. Второе и последнее сюжетное дополнение под названием Dishonored: The Brigmore Witches вышло 13 августа 2013 года. Дополнение заканчивает сюжетную линию The Knife of Dunwall и даёт игроку возможность узнать последующую судьбу Дауда, которая зависит от действий игрока за время игры в обоих дополнениях.

### Саундтрек
Музыка, написанная Дэниелом Лихтом, «тяжёлыми тонами скрипки» представляет Лондон XIX века. Будучи частью маркетингового продвижения игры, Bethesda пригласила музыкальный коллектив Copilot Strategic Sound для написания песни под названием «The Drunken Whaler», основой которому послужила песня «Drunken Sailor». Вдохновившись «The Drunken Whaler», Дэниел Лихт написал остальной саундтрек в схожей манере. Для написания композиции, Copilot Strategic Sound планировали привлечь обычных детей, чтобы те спели вместо профессионального молодёжного хора для достижения большей мрачности песни. Однако им было сложно найти детей, родители которых позволили бы петь о «сиплом горле», «ржавых ножах» и «голодных крысах». Вместо них были приглашены профессиональные актёры детского возраста, взрослые, умеющие пародировать детский голос, и собственные дети разработчиков. Специально для записи композиции скрипки и гитары были плохо настроены, а «топот моряков» был записан командой, топающей на деревянных досках, что создало глухой пульсирующий звук.
| №                   | Название                             | Автор(ы)                | Длительность |
| ------------------- | ------------------------------------ | ----------------------- | ------------ |
| 1.                  | «Main Theme»                         | Daniel Licht            | 2:08         |
| 2.                  | «Intro The Return»                   | Daniel Licht            | 1:10         |
| 3.                  | «Empress Death»                      | Daniel Licht            | 1:05         |
| 4.                  | «Ambients»                           | Daniel Licht            | 2:10         |
| 5.                  | «Wrenhaven River»                    | Voodoo Highway          | 2:39         |
| 6.                  | «Streets Exploration»                | Daniel Licht            | 3:03         |
| 7.                  | «Aristocracy Exploration»            | Daniel Licht            | 2:31         |
| 8.                  | «The Drunken Whaler»                 | Copilot Strategic Sound | 3:03         |
| 9.                  | «Flooded Suspense»                   | Daniel Licht            | 3:05         |
| 10.                 | «Regent Exploration»                 | Daniel Licht            | 1:45         |
| 11.                 | «Regent Suspense»                    | Daniel Licht            | 1:33         |
| 12.                 | «Honor for All» (feat Jon Licht)     | Daniel Licht            | 4:34         |
| 13.                 | «The Drunken Whaler» (полная версия) | Copilot Strategic Sound | 4:06         |
| Общая длительность: | Общая длительность:                  | Общая длительность:     | 33:00        |

## Приём
| Сводный рейтинг       | Сводный рейтинг                                         |
| Агрегатор             | Оценка                                                  |
| --------------------- | ------------------------------------------------------- |
| GameRankings          | (PC) 90,57 % (PS3) 89,61 % (X360) 89,09 % (PS4) 80,19 % |
| Metacritic            | (PC) 91 / 100 (PS3) 89 / 100 (X360) 88 / 100            |
| MobyRank              | 4,7 (Windows)                                           |
| Иноязычные издания    |                                                         |
| Издание               | Оценка                                                  |
| Edge                  | 9 / 10                                                  |
| Game Informer         | 87,5 / 100                                              |
| GameSpot              | 9,0 / 10                                                |
| GameSpy               | [ 99 ]                                                  |
| IGN                   | 9,2 / 10                                                |
| PC Gamer (UK)         | 92 / 100                                                |
| Русскоязычные издания |                                                         |
| Издание               | Оценка                                                  |
| Absolute Games        | 75 %                                                    |
| PlayGround.ru         | 8,5 / 10                                                |
| StopGame.ru           | «Изумительно»                                           |
| «Игромания»           | 8,0 / 10                                                |
| «Канобу»              | 10 / 10                                                 |

### До релиза
Финальная версия Dishonored была представлена на E3 2012, где победила в четырёх номинациях: «Лучший боевик/приключенческая игра», «Лучшая консольная игра», «Лучшая оригинальная игра» и «Лучшее шоу премии». Кроме того, Dishonored удостоилась звания — «Игра шоу», по версии сайта GameSpy и мнению главного редактора Joystiq Людвига Китцмана, а также была номинирована Destructoid и EGM. Dishonored также победила в номинациях: «Лучшая игра E3 2012 по выбору зрительских симпатий» по версии сайта GameSpot, «Самая оригинальная игра» по версии G4TV, «Лучшее шоу» по словам Digital Trends, вошла в «Топ-10 игр Е3» по версии журнала Paste, а продемонстрированная способность «Перенос» вошла в «Топ-27 идей в играх» по версии Kotaku. На выставке Gamescom в августе 2012 года игра получила награды: «Лучшее на Gamescom», «Лучшая консольная игра» на платформах PS3 и Xbox 360. На мероприятии Eurogamer Expo Dishonored была названа «Игрой шоу», а посетители выставки признали Dishonored игрой номер один.

### Отзывы критиков

#### Русскоязычная пресса
Российская пресса в целом позитивно встретила Dishonored. Kanobu.ru, оценившие игру самым высоким баллом, подчеркнули, что «Dishonored — игра, существующая вне большинства современных трендов», «сборник классических цитат, иногда дословных». В обзоре отмечено, что игра сдерживает потенциал игрока, предупреждая, что применение насилия, а значит и большего количества арсенала, повлечёт за собой отрицательный финал. Однако, по словам издательства, игрокам не стоит бояться этого, так как в Dishonored предоставляется возможность провести множество экспериментов, на которые игровая механика практически всегда ответит «можно». В рецензии сайта «Игромания.ру» подчёркивается, что в игре нет чётких ролей, которые отыгрывает главный герой. Все действия могут быть абсолютно уникальными, исполнение которых зависит от желания игрока. Способности, дарованные Корво Чужим, могут вообще быть не задействованными в прохождении игры, что доказывает отсутствие чётких ограничений механики. Тем не менее искусственный интеллект врагов, «которые могут перестать преследовать игрока просто увидев перед собой захлопнутую дверь», подвергся критике. «Kanobu.ru» же главным минусом игры посчитали отсутствие оригинальных идей, однако грамотное сочетание сильных сторон таких игр как Thief: The Dark Project, Deus Ex, System Shock компенсирует этот минус. В рецензии от Absolute Games магия и, в частности, способность «Перенос» подверглись критике, так как из-за наличия сверхъестественных способностей стелс-прохождение становится однообразным и простым, а короткая продолжительность игры не дает возможности оценить все умения за одну игру.

#### Англоязычная пресса
Dishonored в целом получила положительные отзывы от зарубежных критиков. Общий обзор на сайте GameRankings показывает среднюю оценку 90,57 % на основе 14 отзывов по версии Microsoft Windows, 89,61 % на основе 32 отзывов по версии PlayStation 3 и 89,09 % на основе 38 отзывов по версии Xbox 360. Metacritic показывает 91 балл из 100, основанном на отзывах 29 критиков версии Microsoft Windows, 89 из 100 от 35 критиков для версии PlayStation 3 и 88 из 100 от 56 критиков для версии Xbox 360.
Сюжет игры получил двойственные отзывы: многие критики положительно оценили возможность выбора и повествование в процессе игры, но, тем не менее, общая картина сюжета подверглась критике. Кэм Ши из IGN написал: «очень жаль, что история „Dishonored“ — всего лишь совокупность эффектных эпизодов» и добавил: «Dishonored — это игра, которую вы будете обсуждать с друзьями, и которую захотите пройти повторно». Дэн Уайтхед из Eurogamer, Артур Гис из The Verge и Патрик Клепик из Giant Bomb раскритиковали конец игры, не позволяющий вернуться заново к пройденным миссиям. Клепик также подверг критике повторяющееся диалоги от миссии к миссии, а Уайтхед добавил, что уникальные изобретения и отличные миссии просто разрушили историю. Александр Сливински из Joystiq был разочарован резким концом игры, и что история не позволила исследовать большую часть Дануолла, но сказал, что общее впечатление в целом позитивное, но оставляющее желать большего. В отличие от этого, Сьюзан Арендт из издательства The Escapist пишет, что история была хорошо развитой, а Джон Кифер сказал, что игра оказалась глубоким эмоциональным погружением в историю, но добавил, что некоторые сюжетные детали должны быть объяснены или доработаны.
Геймплей игры в общем был оценён положительно, что стало возможным благодаря предоставленной свободе в прохождении миссий и исследовании мира. Редактор Shacknews Джон Кифер писал, что способности и арсенал главного героя не являются ключевым моментом игры и не отвлекают от основного повествования, но служат опциональными инструментами прохождения миссий, которые можно завершить творчески, проявляя сообразительность. Также он отметил, что некоторые миссии предполагают слишком большую свободу, не давая при этом каких-либо руководств, оставляя игрока в неведении касательно того, что нужно делать. Крис Уоттерс из GameSpot писал, что получил наслаждение от прохождения миссий различными способами и методами обхода, в частности отмечая способность «Перенос», значительно увеличивающей свободу, которая, по его словам, сделала Dishonored одной из действительно хороших игр 2012 года. Однако Сьюзан Арендт из журнала Escapist отмечала, что гибкость игры также является недостатком, объясняя это тем, что некоторые стили прохождения игры отбрасывались, затмеваясь другими, что отбивало желание дальнейшего развития в игре, чтобы получить больше других способностей. Джо Джуба из журнала Game Informer писал, что в игре различные стили прохождения не сбалансированы между собой, например, использование насилия значительно усложняет игру и омрачает финал, проигрывая стелсу, который, напротив, поощряется. Джейсон Шрайер из Kotaku противопоставил Dishonored другим современным компьютерным играм, объясняя это тем, что другие игры толкают игрока на совершение конкретного действия для прохождения игры, а Dishonored даёт набор инструментов, а затем позволяет экспериментировать с их применением.
Критики также отметили, что возможная вариативность прохождения часто толкает к повторному прохождению. Алекс Дейл из Computer and Video Games похвалил разнообразие и пригодность для повторного прохождения, и сказал: «„Dishonored“ не требует видеть всё, что предлагается, хотя игра и достаточно увлекательна, чтобы заставить вас увидеть всё». Уильям Колвин с News.com.au писал, что единственным минусом игры можно назвать только слишком большое количество вариантов развития событий, а Уоттерс добавил, что обилие вариантов подталкивает к повторному прохождению.
Обозреватели подвергли критике искусственный интеллект, который некоторые сочли противоречивым. Уайтхед, исходя из опыта игры, критиковал то, что враг может внезапно увидеть Корво с большого расстояния, когда тот лишь немного заходит в поле зрения. Джуба подверг критике непоследовательность обнаружения врагами, что приводит к непредсказуемым ситуациям, которые говорят о ненадежности стелс-механики игры, которая вынуждает игроков, ориентированных на стелс, вступать в бой. Джейк Гаскилл с телеканала G4 сказал, что ИИ хорошо работал в бою: враги используют различные атаки и эффективно контратакуют, подстраиваясь под действия игрока, но когда враги не будут осведомлены о вашем нахождении рядом, они будут игнорировать многие действия, происходящие перед ними.
Графика и дизайн игры получили высокие оценки. Гаскилл сказал, что художественный стиль игры абсолютно уникален, а игровой мир ярко и реалистично воспринимается, Гис отметил, что в игре присутствует свой собственный подход и дизайн, который выделяет игру среди игр своего поколения. Колвин описывает Dishonored как «триумф сеттинга, который задаёт стандарты визуального оформления, истории и проработки персонажей», и что «это самая красивая игра, в которую вы будете играть в 2012 году». Джуба нашёл технологии, похожие на стимпанк, увлекательными и сказал, что визуальный стиль и художественное оформление создают эстетичную обстановку, которую сопровождают «тьма и тревога».
Обозреватели поставили Dishonored в один ряд с такими играми Deus Ex и Thief, которые также хорошо были приняты обществом. Том Хогинс из The Daily Telegraph сказал, что эта игра подобна играм для мыслящих людей, которые чтут выбор игрока, и противопоставляя игру «современным дерзким играм, одержимым боевыми разборками и едва учитывающим действия игрока». Дейл назвал Dishonored одной из величайших игр этого поколения и написал, что эта игра выделилась благодаря тому, что черпала вдохновение в старых играх. Дейл назвал игру первым настоящим стелсом за долгое время, а также назвал её современным Thief. Шрайер сказал, что игра представляет собой смесь того, что люди хотели от Deus Ex, и мастерским дизайном а-ля BioShock.

##### Дополнения
| Сводный рейтинг | Сводный рейтинг | Сводный рейтинг |
| Издание         | Оценка          | Оценка          |
| Издание         | PC              | Xbox 360        |
| --------------- | --------------- | --------------- |
| GameRankings    | 81,92 %         | 80,56 %         |

| Сводный рейтинг | Сводный рейтинг |
| Агрегатор       | Оценка          |
| --------------- | --------------- |
| GameRankings    | 81,22 %         |

Дополнение The Knife of Dunwall получило положительные отзывы за дизайн уровней, который призывал к исследованию локаций. Изменения некоторых способностей, в особенности «Переноса», были хорошо приняты, так как, по мнению обозревателей, внесли в геймплей положительные изменения. Сюжет, напротив, был подвергнут критике. В рецензии игрового веб-сайта Polygon было отмечено, что наёмный убийца Дауд не имел прямого мотива для искупления.. Сюжет дополнения The Brigmore Witches получил неоднозначные отзывы. Критики Destructoid сказали, что игре не помешало бы более энергичное повествование, а критики сайта Polygon добавили, что ему не хватало напряжения, как в The Knife of Dunwall, когда как концовка казалась слишком резкой. Геймплей, однако, улучшился, дизайн уровней стал более сложным, требующим более вдумчивого прохождения. PC Gamer отметили, что уровни идеально подходят как для стелса, так и для открытого прохождения, а последний уровень, как указано в рецензии Polygon, значительно отличается от предыдущих локаций, что может вынудить игроков изменить подход к скрытному прохождению.

### Продажи
| Продажи за первую неделю | Продажи за первую неделю | Продажи за первую неделю | Продажи за первую неделю |
| Страна                   | PC                       | PS3                      | Xbox 360                 |
| ------------------------ | ------------------------ | ------------------------ | ------------------------ |
| Мир                      | 92 076                   | 390 824                  | 280 546                  |
| Европа                   | 34 915                   | 95 961                   | 104 849                  |
| США                      | 42 136                   | 132 761                  | 232 517                  |

| Продажи к марту 2014 | Продажи к марту 2014 | Продажи к марту 2014 | Продажи к марту 2014 |
| Страна               | PC                   | PS3                  | Xbox 360             |
| -------------------- | -------------------- | -------------------- | -------------------- |
| Мир                  | 381 198              | 1 205 240            | 1 534 939            |
| Европа               | 157 818              | 429 427              | 457 447              |
| США                  | 160 011              | 551 602              | 869 594              |

За неделю до релиза, игра была на третьем месте в списке самых продаваемых игр в Steam, основанном на предзаказах. В течение первой недели после официального релиза игры, Dishonored заняла второе место по продажам в Великобритании на всех платформах, уступая футбольному симулятору FIFA 13, но заняла первое место по продажам на ПК, имея проданными в первую неделю 7359 копий игры в Великобритании и более 92 076 во всём мире. Запуск маркетингового продвижения игры был признан самым крупным, что превысило рейтинги Sleeping Dogs. Dishonored стала 24-й в списке самых продаваемых игр Великобритании и второй игрой-бестселлером в 2012 году. В Северной Америке Dishonored заняла четвёртое место по продажам, в октябре 2012 года — было продано 460 200 копий игры. Во время выходных акций в Steam 23-25 ноября, игра получила статус самой продаваемой. 28 ноября 2012 года Bethesda отметили, что продажи превзошли все их ожидания и что в результате они направили свои силы на создание продолжения Dishonored. К 2014 году всего было продано 380 255 копий игры на ПК, 1 530 821 на Xbox 360, а также 1 201 631 на PS3. В 2018 году, благодаря уязвимости в защите Steam Web API, стало известно, что точное количество пользователей сервиса Steam, которые играли в игру хотя бы один раз, составляет 3 700 352 человека.

### Награды
Dishonored была признана «Лучшей приключенческой игрой» на церемонии Spike Video Game Awards в 2012 году, а также была номинирована в категориях: «Лучшая графика», «Лучшая PS3 игра», «Лучшая Xbox 360 игра», «Лучший разработчик» (Arkane Studios) и «Игра года». Игра выиграла награду «Inside Gaming Award» за лучший дизайн окружающей среды. В 2013 году на мероприятии «D.I.C.E. Interactive Achievement Awards» игра была номинирована в категориях: «Лучшая приключенческая игра», «Выдающиеся достижения» и получила награды за «Художественную постановку», «Игровое направление», «Сюжет». Общество специалистов по визуальным эффектам номинировало Виктора Антонова, Себастьяна Миттона, Жана-Люка Монне и Жюльена Роби на премию «Выдающиеся достижения в области визуальных эффектов в компьютерной игре». Dishonored победила в категории «Зрительские симпатии» на Game Developer’s Choice Awards в 2013 году и получила четыре номинации: «Лучший игровой дизайн», «Лучший рассказ», «Лучшее визуальное изображение» и «Игра года». Кроме того, в 2013 году BAFTA признала Dishonored лучшей игрой года.
Игра победила в номинациях «Лучшая экшн-игра» и «Лучшая экшн-игра на PC» на IGN Best в 2012 году, а также была номинирована на «Лучшую игру» и «Лучшую экшн-игру» на консолях PS3 и Xbox 360. «Game Informer» назвал игру «Лучшим экшеном» и одной из 50 лучших игр 2012 года. Кроме того игра была признана как «Игра года» официальным журналом PlayStation. Official Xbox Magazine назвал Dishonored «Лучшей оригинальной игрой». 1UP.com назвал её одной из любимейших игр 2012 года. Игра была признана «Лучшим боевиком/приключением» в рамках Yahoo! Games на ежегодной церемонии. На Golden Joystick Award в 2013 году Dishonored получил шесть номинаций: «Игра года», «Лучший дебют», «Лучшее повествование», «Студия года» (Arkane Studios), «Лучший визуальный дизайн» и «Лучший игровой момент».
Dishonored появилась во многих списках лучших игр 2012 года: первое место по версии Ars Technica
, CNET, CNN
, Daily Mirror, Forbes и The Guardian (совместно с XCOM: Enemy Unknown), третье место по версии журналов GameFront, Metro, пятое место по версии USA Today, номер шесть по версии GameSpy, Joystiq и Игромании и девятое место по версии журнала Slant. Gamasutra причислил её к списку десяти лучших игр 2012 года, а журнал Eurogamer поставил игру под номером один в списке 50-ти лучших игр 2012 года. Российский портал StopGame.ru также наградил игру в номинациях «Игра года», «Самая красивая игра года» и «Лучший оригинальный саундтрек года». В 2020 году «Игромания», подводя итоги десятилетия 2010—2019, поместила игру на 1-е место в списке лучших стелс-игр десятилетия.
| Год  | Награда                                       | Категория                                                               | Работа                                                        | Результат |
| ---- | --------------------------------------------- | ----------------------------------------------------------------------- | ------------------------------------------------------------- | --------- |
| 2012 | IGN Best of 2012                              | Лучшая экшн-игра                                                        | Dishonored                                                    | Победа    |
| 2012 | IGN Best of 2012                              | Лучшая экшн-игра на PC                                                  | Dishonored                                                    | Победа    |
| 2012 | IGN Best of 2012                              | Лучшая экшн-игра на PS3                                                 | Dishonored                                                    | Номинация |
| 2012 | IGN Best of 2012                              | Лучшая экшн-игра на Xbox 360                                            | Dishonored                                                    | Номинация |
| 2012 | IGN Best of 2012                              | Игра года                                                               | Dishonored                                                    | Номинация |
| 2012 | Inside Gaming Awards                          | Лучший дизайн                                                           | Dishonored                                                    | Победа    |
| 2012 | Spike Video Game Awards                       | Лучшая приключенческая экшн-игра                                        | Dishonored                                                    | Победа    |
| 2012 | Spike Video Game Awards                       | Лучшая графика                                                          | Dishonored                                                    | Номинация |
| 2012 | Spike Video Game Awards                       | Лучшая игра на PS3                                                      | Dishonored                                                    | Номинация |
| 2012 | Spike Video Game Awards                       | Лучшая студия                                                           | Arkane Studios, Dishonored                                    | Номинация |
| 2012 | Spike Video Game Awards                       | Лучшая игра на Xbox 360                                                 | Dishonored                                                    | Номинация |
| 2012 | Spike Video Game Awards                       | Игра года                                                               | Dishonored                                                    | Номинация |
| 2013 | Премия Британской Академии в области видеоигр | Лучшая игра                                                             | Dishonored                                                    | Победа    |
| 2013 | Премия Британской Академии в области видеоигр | Лучший дизайн игры                                                      | Dishonored                                                    | Номинация |
| 2013 | Премия Британской Академии в области видеоигр | Лучшая история                                                          | Dishonored                                                    | Номинация |
| 2013 | D.I.C.E. Interactive Achievement Awards       | Приключенческая игра года                                               | Dishonored                                                    | Номинация |
| 2013 | D.I.C.E. Interactive Achievement Awards       | Выбор зрителей                                                          | Dishonored                                                    | Победа    |
| 2013 | D.I.C.E. Interactive Achievement Awards       | Выдающиеся достижения в области художественной постановки               | Dishonored                                                    | Номинация |
| 2013 | D.I.C.E. Interactive Achievement Awards       | Выдающиеся достижения в области игровой постановки                      | Dishonored                                                    | Номинация |
| 2013 | D.I.C.E. Interactive Achievement Awards       | Выдающиеся достижения в области игрового процесса                       | Dishonored                                                    | Номинация |
| 2013 | D.I.C.E. Interactive Achievement Awards       | Выдающиеся достижения в области повествования                           | Dishonored                                                    | Номинация |
| 2013 | Game Developers Choice Awards                 | Лучший дизайн                                                           | Dishonored                                                    | Номинация |
| 2013 | Game Developers Choice Awards                 | Лучшее повествование                                                    | Dishonored                                                    | Номинация |
| 2013 | Game Developers Choice Awards                 | Лучшие арт-работы                                                       | Dishonored                                                    | Номинация |
| 2013 | Game Developers Choice Awards                 | Игра года                                                               | Dishonored                                                    | Номинация |
| 2013 | Visual Effects Society                        | Выдающиеся достижения в области визуальных эффектов в компьютерной игре | Виктор Антонов, Себастьян Миттон, Жан-Люк Монне и Жюльен Роби | Номинация |
| 2013 | Golden Joystick Awards                        | Игра года                                                               | Dishonored                                                    | Номинация |
| 2013 | Golden Joystick Awards                        | Лучший дебют                                                            | Dishonored                                                    | Номинация |
| 2013 | Golden Joystick Awards                        | Лучшее повествование                                                    | Dishonored                                                    | Номинация |
| 2013 | Golden Joystick Awards                        | Студия года                                                             | Arkane Studios                                                | Номинация |
| 2013 | Golden Joystick Awards                        | Лучший дизайн                                                           | Dishonored                                                    | Номинация |
| 2013 | Golden Joystick Awards                        | Лучший игровой момент                                                   | Dishonored — Последний приём Леди Бойл                        | Номинация |

## Наследие
В ноябре 2012 года, вскоре после выхода игры, компания-издатель Bethesda Softworks объявила, что намерена превратить Dishonored в медиафраншизу, подобную уже принадлежащим Bethesda сериям The Elder Scrolls, Fallout и Doom. Игра-продолжение Dishonored 2 была выпущена 11 ноября 2016 года. Её действие происходит спустя пятнадцать лет после событий первой игры: ведьма Далила и её союзник, герцог южного острова Серконос, устраивают в империи переворот. Игрок может выбрать одного из двух персонажей — постаревшего Корво Аттано или свергнутую императрицу Эмили Колдуин; в любом случае игровой персонаж должен отомстить участникам переворота и вернуть Эмили трон. Игра Dishonored: Death of the Outsider, выпущенная в 2017 году, представляет собой «самостоятельное дополнение» к Dishonored 2, не требующее приобретения основной игры. Её героиня, убийца Билли Лёрк, вместе со своим наставником Даудом осуществляет дерзкий план — бросает вызов самому Чужому. В 2018 году ведущий дизайнер студии Рикардо Бар заявлял, что не стоит ожидать новых игр серии в ближайшем будущем — история, начатая в Dishonored, завершилась в Death of the Outsider, и франшиза «пока что отдыхает». В 2020 году компания Modiphius Entertainment выпустила настольную ролевую игру под названием Dishonored Roleplaying Game. Эта игра была разработана дизайнером Нейтаном Дауделлом и, как и предыдущие игры Modiphius Entertainment, основана на ролевой системе 2d20.